# Alec Baldwin
Alexander Rae Baldwin III (Long Island (New York), 3 april 1958) is een Amerikaans filmacteur. Hij is de oudste van de vier gebroeders Baldwin. In 2004 werd hij genomineerd voor een Academy Award voor zijn bijrol in The Cooler. Baldwin kreeg daarnaast meer dan twintig filmprijzen daadwerkelijk toegekend, waaronder een Emmy Award in 2008 en Golden Globes in 2007 en 2009 (alle drie voor 30 Rock).

## Biografie

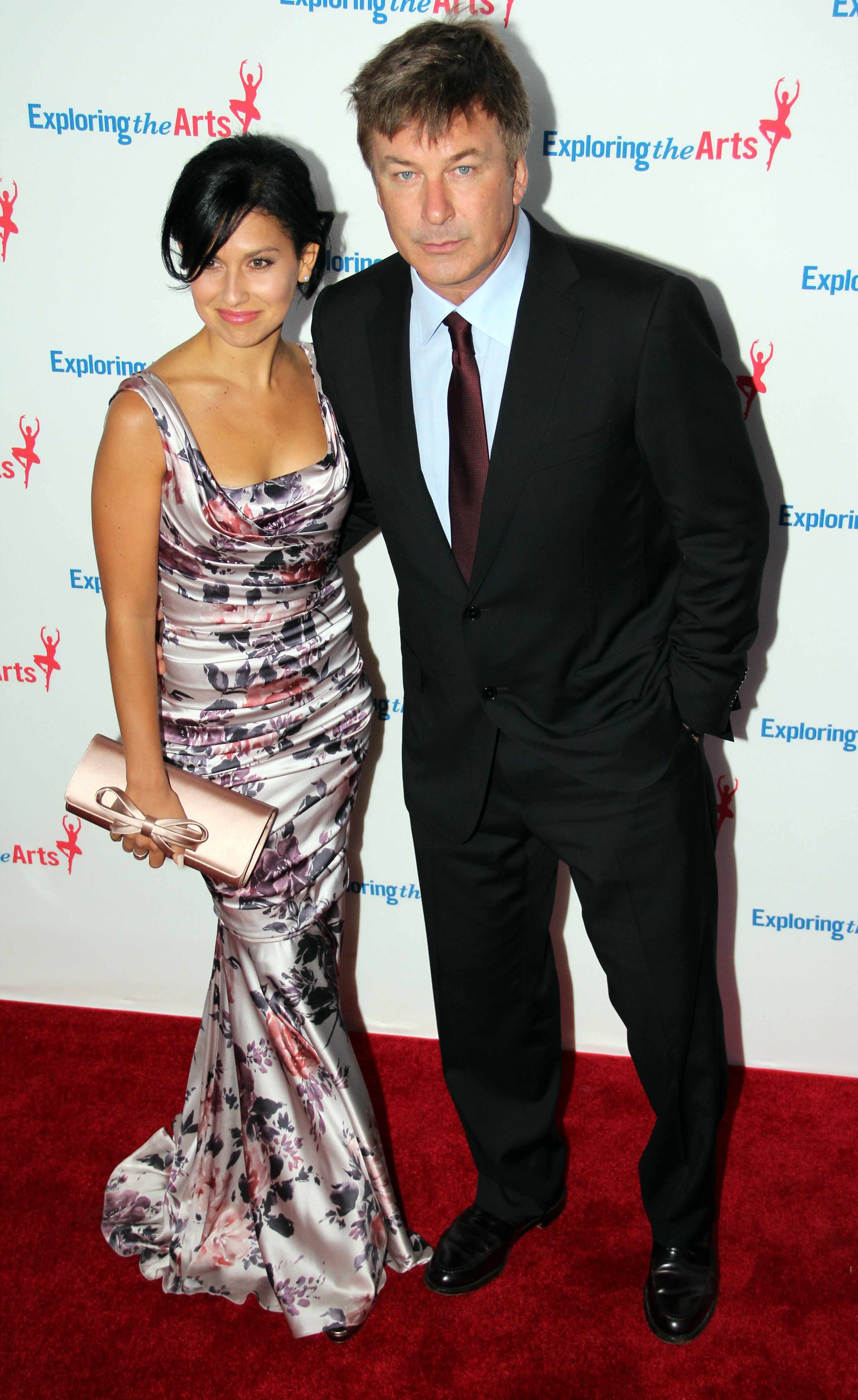
Alec Baldwin en Hilaria Thomas (2011)

Baldwin is het tweede uit een gezin van zes kinderen. Zijn vader is leraar en footballcoach. Hij heeft drie broers, William, Stephen en Daniel, en twee zussen, Jane en Elisabeth. Zijn drie broers werden ook filmacteur. Baldwin heeft een major politicologie behaald aan de George Washington-universiteit en studeerde drama aan de New York-universiteit en het Lee Strasberg Theatre Institute.
Baldwin trouwde op 19 augustus 1993 met actrice Kim Basinger. Ze kregen op 23 oktober 1995 samen een dochter. Baldwin en Basinger gingen in 2000 uit elkaar en zijn in 2002 gescheiden. De twee raakten vervolgens verwikkeld in een strijd om de voogdijschap over hun dochter, waarbij Basinger Baldwin beschuldigde van mishandeling. Ook zou hij volgens haar moeite hebben zijn woede onder controle te houden. Na hun scheiding had Baldwin relaties met Kristin Davis en Tatum O'Neal. In 2012 trouwde Baldwin met Hilaria Thomas. Ze hebben samen drie dochters en vier zonen.

### Carrière
Begin jaren tachtig was Baldwin voor het eerst op televisie te zien in de soap The Doctors. Zijn doorbraak kwam met een hoofdrol in Knots Landing. Het grootste gedeelte van de jaren tachtig was Baldwin voornamelijk te zien in televisieseries en televisiefilms, maar in 1987 maakte hij zijn speelfilmdebuut in de film Forever, Lulu. Het jaar daarop speelde hij de hoofdrol in onder meer Beetlejuice, Working Girl, Married to the Mob en Talk Radio en een kleinere rol in She's Having a Baby. Door het succes van deze films (vooral de eerste twee waren commerciële successen) werd hij gevraagd om als de rol van Jack Ryan op zich te nemen in de eerste Tom Clancy-verfilming, The Hunt for Red October. De film groeide uit tot een van de grootste kassuccessen van 1990. Het jaar daarop speelde hij in de geflopte film The Marrying Man van Neil Simon. Op de set van deze film ontmoette hij Basinger.
In 1992 sloeg Baldwin een aanbod af om nog een keer Jack Ryan te spelen, waardoor niet hij maar Harrison Ford als de CIA-agent verscheen in de film Patriot Games. Baldwin speelde in plaats daarvan Stanley Kowalski in de Broadwayversie van A Streetcar Named Desire. Voor deze rol werd hij genomineerd voor een Tony en in 1995, toen hij dezelfde rol speelde in de televisiefilmversie, voor een Golden Globe. Datzelfde jaar was hij tevens te zien in Glengarry Glen Ross. In 1994 was hij onder andere te zien in de titelrol van de stripboekverfilming The Shadow en samen met Basinger in The Getaway, een remake van de gelijknamige gangsterfilm met Steve McQueen. Gedurende de jaren negentig was Baldwin te zien in enkele grote flops, waaronder The Juror. In de films die daarop volgden speelde hij voornamelijk bijrollen. Ook was zijn stem regelmatig te horen in animatiefilms, waaronder Final Fantasy: The Spirit Within en The SpongeBob SquarePants Movie.
Eind 2009 kondigde Baldwin aan dat hij na afloop van zijn contract voor de televisieserie 30 Rock het acteren voor bekeken zou houden. In het tijdschrift Men's Journal zei Baldwin dat hij zijn hele filmcarrière als een mislukking beschouwt. Daarentegen kreeg hij in 2011 een ster op de beroemde Hollywood Walk of Fame.
Baldwin is sinds 2007 regelmatig te zien geweest in Saturday Night Live (SNL). In 2016 trok hij de aandacht met zijn persiflages van Donald Trump. Hij had verwacht deze rol tot november 2016 te moeten spelen, maar na de verkiezing van Trump is hij hier in 2017 mee doorgegaan.

### Politiek
Baldwin is een uitgesproken liberale Democraat en uit regelmatig kritiek op de Republikeinen. Hij zei in een uitzending van Late Night with Conan O'Brien in december 1998, vlak voor de mogelijke impeachment van toenmalig president Bill Clinton, dat Henry Hyde, voorzitter van het gerechtelijke onderzoek en zijn familie zou moeten worden gestenigd. Hij maakte daarvoor later zijn excuses.

### Ongeluk op filmset (oktober 2021) en vervolging
Op 21 oktober 2021 was Baldwin in de Amerikaanse staat New Mexico bezig met opnames voor de film Rust, een western waar hij behalve als acteur ook als coproducent voor werkte. Op de filmset loste hij om te oefenen vóór de opname van een scene een echt schot met een vuurwapen, een rekwisiet dat losse flodders had moeten bevatten. De 42-jarige cameravrouw Halyna Hutchins raakte hierdoor zwaargewond en werd per helikopter naar het ziekenhuis gebracht, maar overleed daar enkele uren later aan haar verwondingen. Regisseur Joel Souza werd eveneens met een schotwond naar het ziekenhuis gebracht.
Toen Baldwin het wapen kreeg aangereikt, was hem gezegd dat het 'cold' was, dat wil zeggen geen echte kogels bevatte. De justitie stelde na verhoor aanvankelijk geen vervolging tegen Baldwin in. De openbaar aanklager van de staat New Mexico maakte in januari 2023 bekend Baldwin alsnog te zullen vervolgen voor dood door schuld, met een strafverzwarend element vanwege het gebruik van een vuurwapen. Nadat dit verzwarende element in februari weer was geschrapt uit de aanklacht, werd in april 2023 bekend dat Baldwin toch niet vervolgd werd "vanwege nieuwe feiten die verder onderzoek vereisen". In januari 2024 kwam het alsnog tot een proces, maar dit kwam voortijdig ten einde toen de rechtbank op 12 juli de openbaar aanklager niet-ontvankelijk verklaarde vanwege achtergehouden ontlastend bewijsmateriaal. De aanklager ging tegen de beslissing van de rechtbank in beroep, maar dat beroep werd in december 2024 ingetrokken waardoor de zaak tegen acteur Alec Baldwin officieel was afgelopen.